# Liste der Biografien/Elv
Liste der Biografien |
Portal Biografien |
Personensuche
# |
A |
B |
C |
D |
E |
F |
G |
H |
I |
J |
K |
L |
M |
N |
O |
P |
Q |
R |
S |
T |
U |
V |
W |
X |
Y |
Z |
?
 
Ea |
Eb |
Ec |
Ed |
Ee |
Ef |
Eg |
Eh |
Ei |
Ej |
Ek |
El |
Em |
En |
Eo |
Ep |
Eq |
Er |
Es |
Et |
Eu |
Ev |
Ew |
Ex |
Ey |
Ez
 
Ela |
Elb |
Elc |
Eld |
Ele |
Elf |
Elg |
Elh |
Eli |
Elj |
Elk |
Ell |
Elm |
Eln |
Elo |
Elp |
Elr |
Els |
Elt |
Elu |
Elv |
Elw |
Ely |
Elz
Die Liste der Biografien führt alle Personen auf, die in der deutschsprachigen Wikipedia einen Artikel haben. Dieses ist eine Teilliste mit 69 Einträgen von Personen, deren Namen mit den Buchstaben „Elv“ beginnt.

## Elv

### Elva
- Elva, Caniggia (* 1996), lucianisch-kanadischer Fußballspieler
- Elvan, Berkin (1999–2014), türkisches Opfer eines Polizeieinsatzes
- Elvan, Lütfi (* 1962), türkischer Politiker
- Elvar Ásgeirsson (* 1994), isländischer Handballspieler
- Elvar Ólafsson (* 1997), isländischer Eishockeyspieler
- Elvar Örn Jónsson (* 1997), isländischer Handballspieler

### Elve
- Elvebakk, Anne (* 1966), norwegische Biathletin
- Elvedi, Jan (* 1996), Schweizer Fussballspieler
- Elvedi, Nico (* 1996), Schweizer FussballspielerNico Elvedi (* 1996)

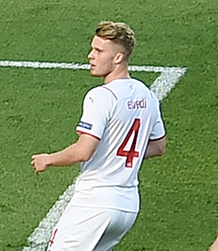
Nico Elvedi (* 1996)

- Elvehjem, Conrad (1901–1962), US-amerikanischer Biochemiker
- Elven, Wilhelm (1825–1901), deutscher Rechtsanwalt und preußischer Abgeordneter
- Elvenes, Hårek (* 1959), norwegischer Politiker
- Elvenes, Hroar (1932–2014), norwegischer Eisschnellläufer
- Elvenich, Peter Joseph (1796–1886), römisch-katholischer Theologe und Philosoph; Hochschullehrer und Bibliothekar in Breslau
- Elveos, Marit (* 1965), norwegische Skilangläuferin
- Elver, Helena (* 1998), dänische Handballspielerin
- Elver, Hieronymus Stephan von (1584–1624), Reichshofrat, kaiserlicher Gesandter und Schriftsteller
- Elver, Leonhard von (1564–1631), deutscher Jurist und Bürgermeister der Hansestadt Lüneburg
- Elver, Leonhard von († 1649), Ratsherr der Hansestadt Lübeck
- Elveren, Ali (* 1946), türkischer Fußballspieler
- Elverfeld genannt von Beverförde-Werries, Friedrich August von (1796–1864), preußischer Generalmajor
- Elverfeld, Jonas von, Dichter und Verwaltungsbeamter
- Elverfeld, Sven (* 1968), deutscher Koch
- Elverfeldt genannt Beverförde zu Werries, Carl Adolph Maria von (1795–1863), deutscher Rittergutsbesitzer und Politiker
- Elverfeldt genannt Beverförde zu Werries, Carl von (1845–1901), deutscher Rittergutsbesitzer und Politiker
- Elverfeldt genannt Beverförde zu Werries, Friedrich Clemens von (1767–1835), westfälischer Adeliger
- Elverfeldt genannt Beverförde zu Werries, Maximilian Friedrich von (1768–1851), westfälischer Adeliger
- Elverfeldt zu Steinhausen, Clemens August von (1732–1783), kurkölnischer Kämmerer und Domherr in Münster und Hildesheim
- Elverfeldt, Alexander von (1929–2018), deutscher Land- und Forstwirt sowie Verbandsfunktionär und AutorAlexander von Elverfeldt (1929–2018)

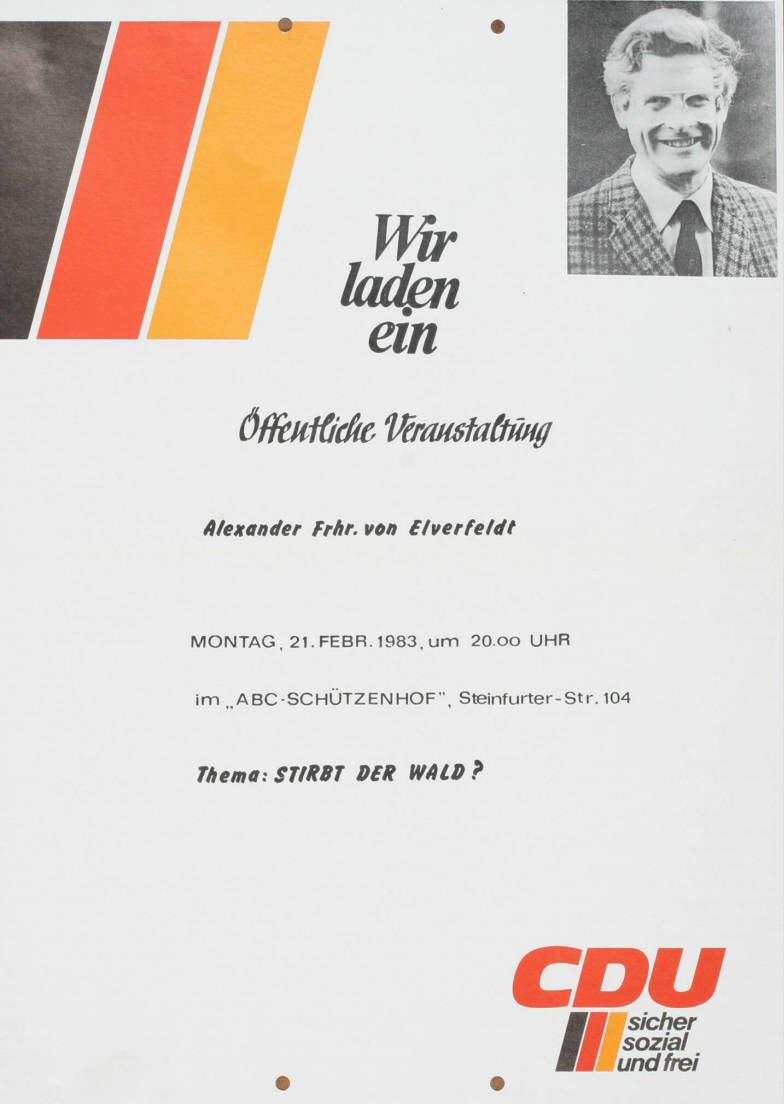
Alexander von Elverfeldt (1929–2018)

- Elverfeldt, Friedrich Christian von (1699–1781), münsterischer Generalleutnant en Chef und Inhaber eines Infanterie-Regiments
- Elverfeldt, Harald von (1900–1945), deutscher Generalleutnant im Zweiten Weltkrieg
- Elverfeldt, Hubertus Freiherr von (1902–1977), deutscher Politiker (CDU), MdL
- Elverfeldt, Levin von (1762–1830), deutscher Jurist, Beamter, adeliger Gutsbesitzer und Bergbau-Unternehmer der Frühindustrialisierung
- Elverfeldt, Ludwig von (1793–1873), deutscher Jurist, adeliger Gutsbesitzer und Bergbau-Unternehmer zu Beginn der Industrialisierung
- Elverfeldt, Maximilian von (1763–1831), Landrat des Kreises Paderborn (1817–1830)
- Elverfeldt, Werner August von (1740–1814), Domherr in Münster und Hildesheim
- Elverfeldt, Wilhelm von († 1625), Domherr in Münster
- Elvers, Christian Friedrich (1797–1858), deutscher Jurist und Hochschullehrer
- Elvers, Jenny (* 1972), deutsche Schauspielerin, Reality-Show-Darstellerin, Autorin und ModeratorinJenny Elvers (* 1972)

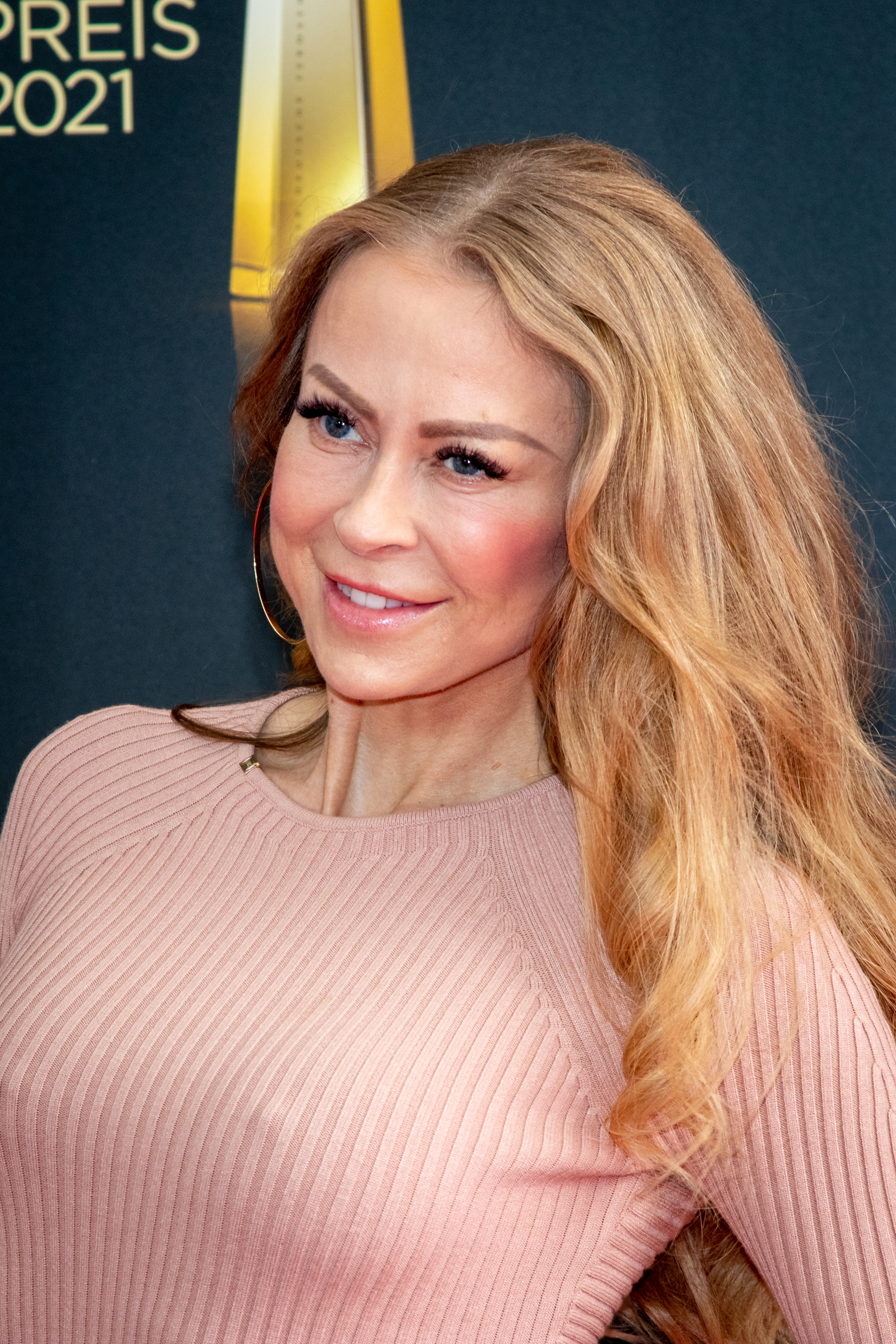
Jenny Elvers (* 1972)

- Elvers, Jürgen (1937–2003), deutscher Kunstmaler
- Elvers, Karl-Ludwig (* 1962), deutscher Althistoriker
- Elvers, Kurt (1919–1945), deutscher Kunststudent
- Elvers, Rudolf (1924–2011), deutscher Musikwissenschaftler
- Elvers, Rudolph (1825–1891), deutscher Jurist, Verwaltungsbeamter
- Elvert, Christian d’ (1803–1896), österreichisch-mährischer Politiker und Landeshistoriker
- Elvert, Heinrich d’ (1853–1926), österreichischer Jurist und Politiker
- Elvert, Jürgen (* 1955), deutscher Neuhistoriker und Geschichtsdidaktiker
- Elverum Sorsell, Kim René (* 1988), norwegischer Skispringer
- Elverum, Ann Christin (* 1974), norwegische Schauspielerin, Sängerin und Tänzerin
- Elvestad, Sven (1884–1934), norwegischer Journalist und Kriminalschriftsteller
- Elvestuen, Ola (* 1967), norwegischer Politiker
- Elvey, Christian T. (1899–1970), US-amerikanischer Astronom und Geophysiker
- Elvey, George (1816–1893), britischer Organist und Komponist
- Elvey, Maurice (1887–1967), britischer Filmregisseur, Drehbuchautor und Filmproduzent
- Elvey, Stephen (1805–1860), britischer Organist und Komponist

### Elvg
- Elvgren, Gil (1914–1980), US-amerikanischer Pin-Up- und Werbe-Zeichner

### Elvi
- Elvidge, Ford Quint (1892–1980), US-amerikanischer Politiker
- Elvidge, Ron (1923–2019), neuseeländischer Rugby-Union-Spieler
- Elvik, Kjersti (* 1969), norwegische Schauspielerin
- Elvin, Gracie (* 1988), australische Radrennfahrerin
- Elvin, Herbert Henry (1874–1949), britischer Gewerkschafter
- Elvinger, Joëlle (* 1980), luxemburgische Politikerin und Juristin
- Elvinger, Paul (1907–1982), luxemburgischer Rechtsanwalt und Politiker (DP)
- Elvins, Politte (1878–1943), US-amerikanischer Politiker
- Elvira von Kastilien (1100–1135), Königin von Sizilien
- Elvira von Toro († 1099), Infantin von Kastilien, Herrin von Toro
- Elvius, Aina (1917–2019), schwedische Astronomin

### Elvs
- Elvstrøm, Paul (1928–2016), dänischer Segler
- Elvstrøm-Myralf, Trine (* 1962), dänischer Segler